# 只切河
只切河，又名德钦小河、德钦河、巨达河（藏語：འདོལ་འདའ་།），上游也称水磨房河，位于中华人民共和国云南省迪庆藏族自治州德钦县中部的一条河流，是澜沧江左岸支流。发源于县城升平镇东北的木堵东山西坡，蜿蜒向西南，流经德钦县城，最后于云岭乡君达村以南汇入澜沧江。干流全长27.5千米，流域面积238.3平方千米，落差3310米。源头和谷地分布有现代冰川。只切河是云南省西北部崩塌、滑坡和泥石流活动频繁的河流之一。上游水磨房河段是德钦县城主要的水源地。